# Izrael Múzeum
A jeruzsálemi Izrael Múzeumot (héberül: מוזיאון ישראל, ירושלים, Muze'on Jiszrael, Yerushalayim), Izrael nemzeti múzeumát 1965-ben alapították. Egy dombon áll Jeruzsálem mellett, Givat Ramban, a Bibliai Földek Múzeuma, a Knesszet, az izraeli Legfelsőbb Bíróság és a Zsidó Egyetem közelében.

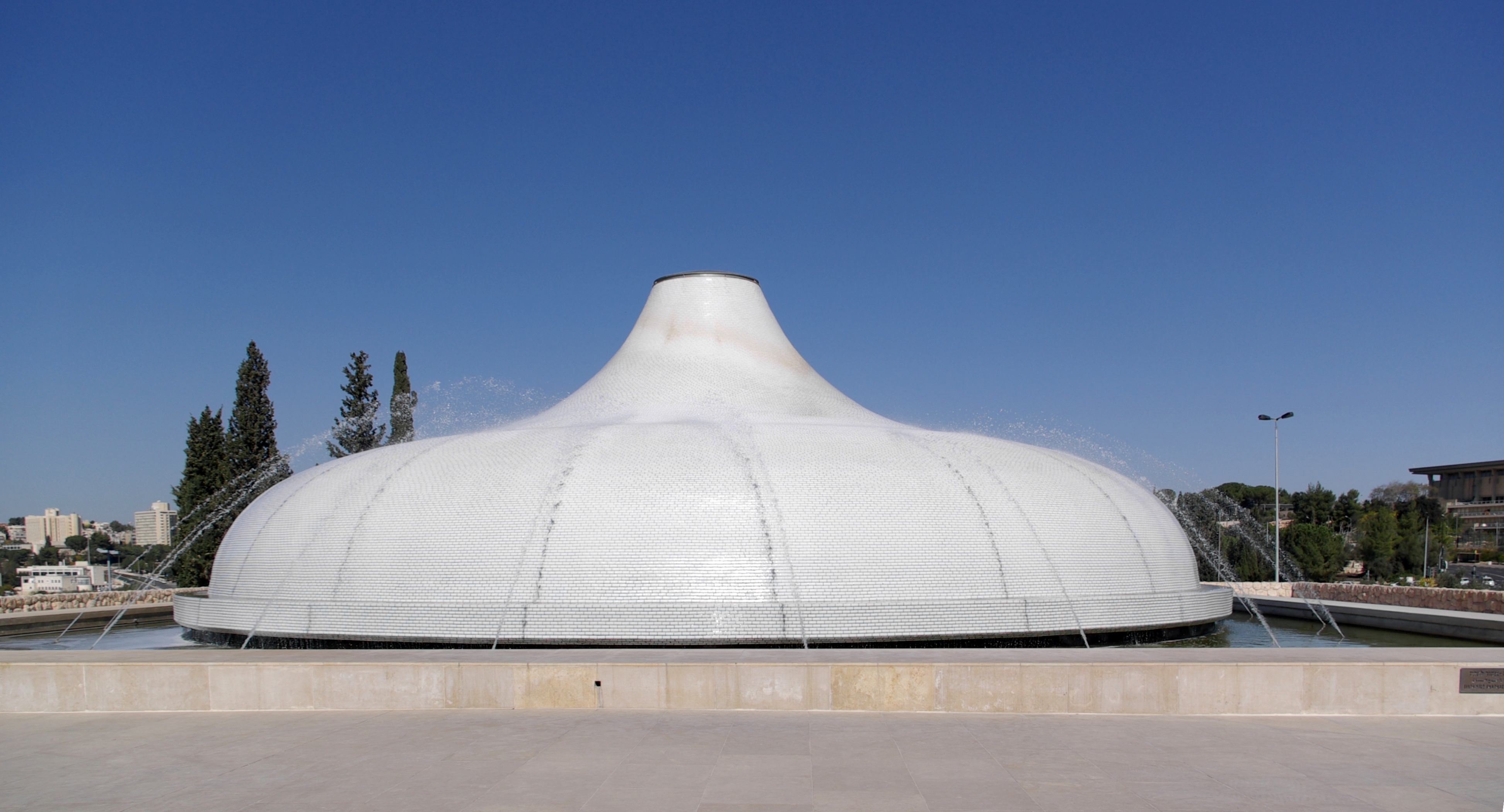

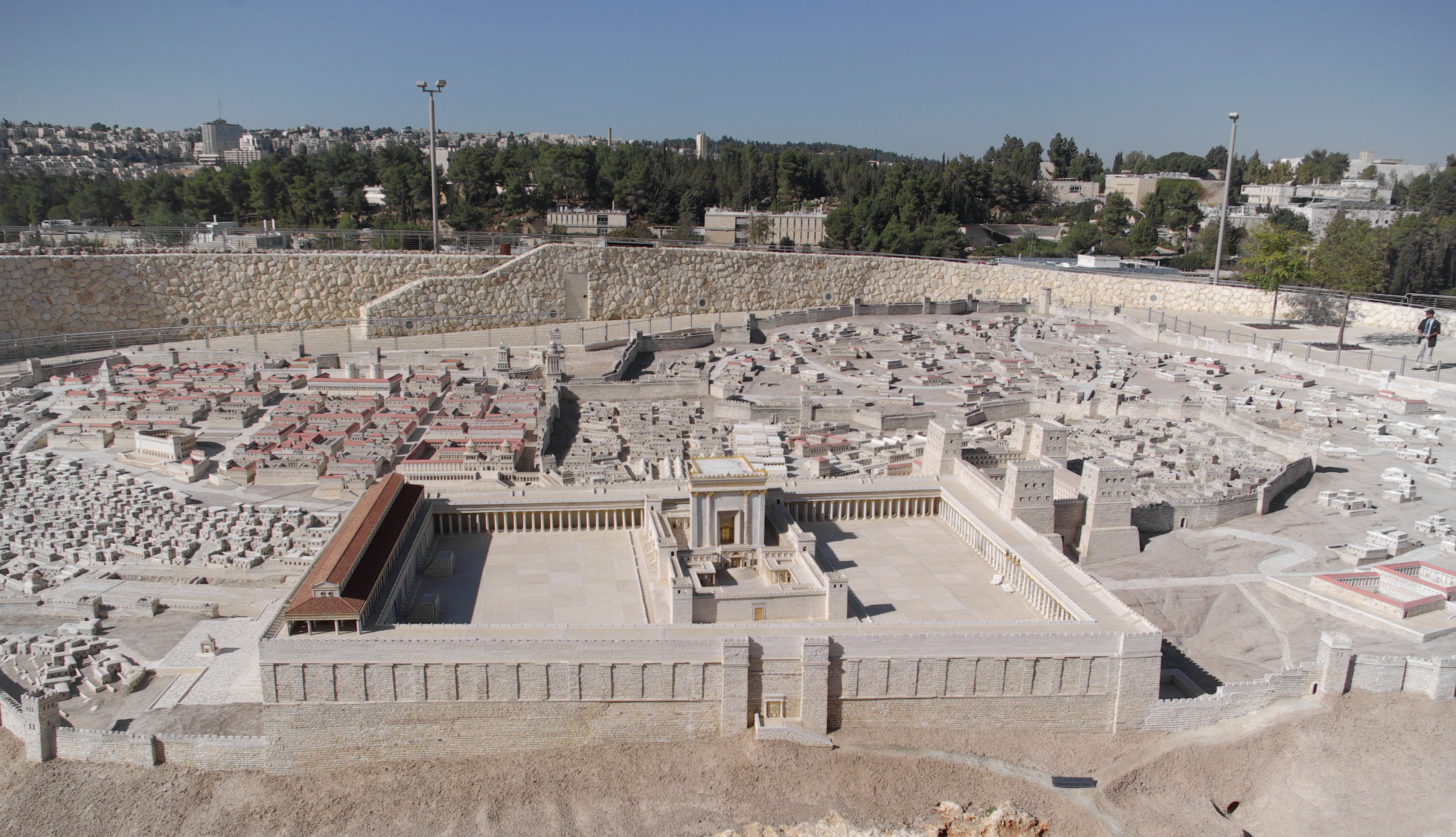